# Arne Friedrich
Arne Friedrich, född den 29 maj 1979 i Bad Oeynhausen, är en före detta tysk professionell fotbollsspelare. Han representerade bland annat i Hertha Berlin där han var lagkapten.
Friedrich gjorde debut i Tysklands fotbollslandslag den 21 augusti 2002, i en match mot Bulgarien som slutade 2–2. Han deltog även i landslaget under VM 2006 i Tyskland och VM 2010 i Sydafrika.

## Meriter
- VM i fotboll: 2006 (brons)
- EM i fotboll: 2004
- Fifa Confederations Cup: 2005 (brons)